# Estación de Elviña-Universidad
Elviña-Universidad (en gallego, y oficialmente según Adif, Elviña-Universidade) es un apeadero ferroviario situado en la parroquia de San Vicente de Elviña, en el municipio español de La Coruña, en la comunidad autónoma de Galicia. Da servicio a la Universidad de La Coruña y a la propia población de Elviña.
Fue inaugurada oficialmente en octubre de 2002 y cuenta con servicios de Media Distancia operados por Renfe.

## Situación ferroviaria
La estación se encuentra en el punto kilométrico 548,405 de la línea férrea de ancho ibérico León-La Coruña, entre las estaciones de La Coruña y de El Burgo-Santiago. El tramo es de vía única y está sin electrificar.

## La estación
Fue inaugurada en octubre de 2002, si bien no entró en funcionamiento hasta julio de 2003. Fue construida principalmente para dar servicio a la Universidad de La Coruña. Para ello se construyó un sencillo apeadero dotado de un refugio y un andén de 150 metros de largo. Una única vía accede al mismo. En total la inversión alcanzó los 480.000 euros.

## Servicios ferroviarios

### Media Distancia
En la estación se detienen los trenes de Media Distancia que unen La Coruña con Monforte de Lemos u Orense. También tiene parada el MD que une La Coruña con Ferrol.
| Línea MD | Servicio | Origen/Destino | Paradas intermedias | Destino/Origen    |
| -------- | -------- | -------------- | --- | ----------------- |
| 4        | MD       | La Coruña      | Elviña-Universidad · El Burgo-Santiago · Cambre · Cecebre · Betanzos-Infesta · Oza de los Ríos · Cesuras · Pinoy · Curtis · Teijeiro · Guitiriz · Parga · Baamonde · Rábade · Lugo · Pedrelo-Céltigos · Sarria · Monforte de Lemos | Orense            |
| 4        | MD       | La Coruña      | Elviña-Universidad · El Burgo-Santiago · Cambre · Cecebre · Betanzos-Infesta · Oza de los Ríos · Cesuras · Pinoy · Curtis · Teijeiro · Guitiriz · Parga · Baamonde · Rábade · Lugo · Pedrelo-Céltigos · Sarria                     | Monforte de Lemos |
| 5        | MD       | La Coruña      | Elviña-Universidad · El Burgo-Santiago · Cambre · Cecebre · Betanzos-Infesta · Betanzos-Ciudad · Miño · Perbes · Puentedeume · Cabañas-Arenal · Perlío                                                                             | Ferrol            |
| 5        | MD       | La Coruña      | Elviña-Universidad · El Burgo-Santiago · Betanzos-Infesta · Betanzos-Ciudad · Miño · Perbes · Puentedeume · Cabañas-Arenal · Barallobre · Perlío · Neda                                                                            | Ferrol            |
| 5        | MD       | La Coruña      | Elviña-Universidad · El Burgo-Santiago · Betanzos-Infesta · Betanzos-Ciudad · Miño · Perbes · Puentedeume · Cabañas-Arenal · Perlío                                                                                                | Ferrol            |